# I'm a Loser
I’m a Loser is een nummer van The Beatles. Het staat op het album Beatles for Sale uit 1964. In het volgende jaar werd het opgenomen op het Amerikaanse album Beatles ’65. Het nummer is geschreven door John Lennon, maar staat, zoals gebruikelijk, op naam van Lennon-McCartney. Er is nog overwogen het nummer op single uit te brengen, maar de eerstvolgende Beatlessingle werd I Feel Fine.
De muziekcriticus Richie Unterberger schreef in 2009 dat I'm a Loser een van de eerste Beatlesnummers is die over meer gaan dan alleen maar jeugdige liefde. Het lied gaat over afgewezen worden in de liefde, maar ook over de noodzaak om je groot te houden als je hele wereld in elkaar stort en het negatieve zelfbeeld dat je daaraan overhoudt.

## Achtergrond
In 1980 zei Lennon in een interview dat hij het liedje had geschreven ‘in zijn Dylanperiode’. Hij voegde eraan toe: ‘Part of me suspects I'm a loser and part of me thinks I'm God Almighty’ (‘Een deel van mij verdenkt mij ervan een verliezer te zijn en een deel van mij denkt dat ik de almachtige God ben’). De invloed van Bob Dylan blijkt al uit het feit dat de luisteraar wordt aangesproken als ‘my friend’, net als in Dylans Blowin' in the Wind: ‘The answer, my friend, is blowin' in the wind.’ Naast Bob Dylan was de countrymuziek een belangrijke inspiratiebron voor het nummer. The Beatles luisterden in die tijd vaak naar liedjes van country-artiesten als Buck Owens en George Jones.
Het nummer is een van de twee nummers waarin Lennon een lage G zingt (het andere is Happiness Is a Warm Gun). Waar hij doorgaans als een tenor klinkt, klinkt hij in dit nummer als een bariton.

## De opname
The Beatles maakten de opnamen voor het nummer op 14 augustus 1964, op dezelfde dag als Mr. Moonlight en Leave My Kitten Alone. Voor de opname waren acht ‘takes’ nodig.
Beatles for Sale kwam pas vier maanden later uit, op 4 december 1964, maar op 17 november 1964 presenteerde de groep I'm a Loser samen met hun toekomstige single I Feel Fine/She's a Woman op de radio in het BBC-radioprogramma Top Gear. Deze opnamen staan op de dubbel-cd Live at the BBC uit 1994. In een latere BBC-uitzending (26 mei 1965) veranderde John Lennon de regel ‘Beneath this smile, I am wearing a frown’ (‘Onder deze glimlach draag ik een frons’) in ‘Beneath this wig, I am wearing a tie’ (‘Onder deze pruik draag ik een das’).
Op de eerste persing van Beatles for Sale stond de titel van het nummer op het etiket vermeld als I'm a Losser.
De bezetting van het nummer was als volgt:
- John Lennon, solozang, mondharmonica, akoestische gitaar
- Paul McCartney, achtergrondzang, basgitaar.
- George Harrison, sologitaar.
- Ringo Starr, drums, tamboerijn.

## Coverversies
I'm a Loser is onder andere opgenomen door:
- de Amerikaanse band The Buckinghams op hun album Places in Five uit 1997.
- Eels op het album Sixteen Tons (Ten Songs) uit 2005.
- Marianne Faithfull op haar lp Marianne Faithfull uit 1965.
- de Amerikaanse band Lost Dogs op het album Little Red Riding Hood uit 1993.
- de Duitse band The Punkles, die Beatlesnummers in punkuitvoeringen bracht, op hun album Pistol uit 2004.

Sum 41 voert het nummer geregeld live uit.